# Agne Johansson
Agne Johansson, född 12 juli 1921 i Norrköping, död där 8 augusti 1987, var en svensk målare och tecknare.
Johansson studerade vid Otte Skölds målarskola i Stockholm 1940–1941 samt vid Konsthögskolan 1942–1947.
Bland hans offentliga uppdrag märks porträtten av Ernst Rosenlund, Trued Norell och S Saigland samt utsmyckning för biblioteket i Karlskoga och Norrköpings lasarett. 
Hans konst består av porträttmåleri, landskap och figurkompositioner i olja eller teckning.
Johansson är representerad vid Norrköpings konstmuseum, Trelleborgs museum, Västernorrlands läns landsting, Södermanlands läns landsting, Östergötlands läns landsting, Norrköpings kommun, Motala kommun och Södertälje kommun.